# Франк Де Вінне
Франк Де Вінне — космонавт ЄКА, бригадний генерал Повітряного компонента Бельгії. Віконт Де Вінне — другий бельгієць, який побував у космосі, після Дірка Фрімаута.

## Освіта
У 1979 році закінчив Королівську школу Кадетів, потім в 1984 році отримав ступінь магістра телекомунікацій та цивільного будівництва в Королівській військовій Академії в Брюсселі, в 1992 році закінчив з відзнакою Імперську школу льотчиків-випробувачів у Великій Британії.

## Військова служба
З 1986 по 1992 рік був пілотом винищувача «Mirage 5», брав участь у розробці програми модернізації літаків «Mirage 5». Під час операції НАТО в Югославії був командиром об'єднаної бельгійсько-голландської авіагрупи. Виконав 17 бойових вильотів.

## Космонавт
Європейське космічне агентство відібрало Франка Де Вінне як астронавта в січні 2000 року. З серпня 2001 року він проходив підготовку в НДІ ЦПК імені Ю. О. Гагаріна.
Перший політ Де Вінне проходив з 30 жовтня по 10 листопада 2002 року. Він відправився до МКС на кораблі «Союз ТМА-1» як бортінженер з четвертою експедицією відвідування. Посадка була здійснена на кораблі «Союз ТМ-34». За час польоту загальною тривалістю 10 діб 20 годин 52 хвилини Франк успішно виконав наукову програму OSTC з 23 експериментів з біології, медицини, фізики і в галузі освіти.
21 листопада 2008 НАСА офіційно підтвердило його призначення до складу екіпажу МКС-20.  27 травня 2009 стартував «Союз ТМА-15», через дві доби доставив екіпаж на станцію.